# Janez Strajnar
Janez Strajnar (* 20. April 1971) ist ein ehemaliger slowenischer Fußballspieler auf der Position des Torwarts, der heute als Torwarttrainer tätig ist.

## Verein
Der 1,80 Meter große Torhüter Strajnar begann seine Laufbahn bei NK Domžale (1991/92). Es folgte jeweils eine Saison bei Slovan Mavrica Ljubljana und ND HIT Gorica. Von 1994 bis 2005 verbrachte er seine längste Karriere bei NK Primorje. 2005 wechselte er zu NK Domžale, wo er bis 2007 spielte. Zur Saison 2007/08 schloss er sich Interblock Ljubljana an und war dort bis zum Saisonende 2009/10 aktiv und saß im Herbst 2009 zum letzten Mal uneingesetzt auf der Ersatzbank.

## Nationalmannschaft
Am 18. März 1997 bestritt er ein Länderspiel für die slowenische Nationalmannschaft gegen Österreich; dies sollte sein einziger Länderspieleinsatz bleiben.